# رضوان (بندرعباس)
رضوان، روستایی در دهستان فین بخش فین شهرستان بندرعباس در استان هرمزگان ایران است.

## جمعیت
بر پایه سرشماری عمومی نفوس و مسکن در سال ۱۳۹۵، جمعیت این روستا برابر با ۵٬۰۶۶ نفر (۱٬۴۴۴ خانوار) بوده است.